# François-Xavier Lacoursière
François-Xavier Lacoursière MAfr (ur. 26 stycznia 1885 w Batiscan, zm. 15 marca 1970) – kanadyjski duchowny rzymskokatolicki, biskup Mbarara.